# Phoebis sennae
Phoebis sennae é uma borboleta de médio porte da família Pieridae encontrada no Novo Mundo. Existem várias espécies semelhantes, como a Anteos maerula, que tem asas em ângulo, a Aphrissa statira, e outras borboletas que são muito menores.

## Subespécies
Listadas por ordem alfabética:
- P. s. amphitrite (Feisthamel, 1839)
- P. s. sennae ou P. s. eubule
- P. s. marcellina (Cramer, [1779])